# 野田明宏
野田明宏（Noda Tomohiro，1996年1月24日—）是一名日本田徑運動員，主攻競走項目。他代表日本參加2017年夏季世界大學運動會田徑比賽男子20公里競走項目，與山西利和、及川文隆共同獲得團體金牌。

## 賽事記錄
| 年        | 賽事               | 舉辦城市   | 名次      | 項目           | 記錄      |
| 代表 日本 | 代表 日本          | 代表 日本  | 代表 日本 | 代表 日本      | 代表 日本 |
| --------- | ------------------ | ---------- | --------- | -------------- | --------- |
| 2015      | 夏季世界大學運動會 | 韓國光州   | 第8名     | 20公里競走     | 1:25:36   |
| 2017      | 夏季世界大學運動會 | 臺灣臺北市 | 第7名     | 20公里競走     | 1:31:00   |
| 2017      | 夏季世界大學運動會 | 臺灣臺北市 | 冠軍      | 團體20公里競走 | 4:28:41   |

## 外部連結
- 野田明宏在的頁面